# Vikram (Rakete)
Die Vikram ist eine in Entwicklung befindliche Trägerrakete des indischen Start-up-Unternehmens Skyroot Aerospace. Sie ist für den Start von Kleinsatelliten vorgesehen und sollte ihren Erstflug 2024 absolvieren. Die Rakete ist nach dem indischen Raumfahrtpionier Vikram Sarabhai benannt.

## Geschichte
Im Jahr 2017 wurde der Gesetzentwurf Space Activities Bill, 2017 vorgestellt. Er sieht vor, den indischen Raumfahrtmarkt für Privatunternehmen zu öffnen. In Erwartung eines Inkrafttreten dieses Gesetzes gründeten drei ehemalige Mitarbeiter der indischen Raumfahrtbehörde ISRO – Pawan Chandana, Naga Daka und Vasudevan Gnanagandhi – im Juni 2018 die Skyroot Aerospace Private Limited. Das Startkapital stellten die Gründer des indischen Fitness- und Nahrungsmittelunternehmens Curefit bereit. Auf der Suche nach weiteren Geldgebern präsentierte Skyroot im Frühjahr 2019 sein Raketenprojekt Vikram der Öffentlichkeit. Im Herbst desselben Jahres beschäftigte das Unternehmen mehrere dutzend Mitarbeiter.
Anfang 2021 ging Skyroot eine Entwicklungspartnerschaft mit der ISRO ein. Das Unternehmen kann dadurch auf technisches Know-how der Raumfahrtbehörde zurückgreifen und deren Test- und Startanlagen mitnutzen. Im Mai desselben Jahres konnte Skyroot nach eigenen Angaben 11 Millionen US-Dollar an Investorengeldern einwerben.
Ein erster Demonstrationsstart erfolgte am 18. November 2022 mit der einstufigen Suborbitalrakete Vikram-S. Sie war 6 m lang, hatte eine Startmasse von 545 kg und erreichte eine Höhe von 89,5 km. An Bord waren zwei Nutzlasten aus Indien und eine aus Armenien.

## Technik und Leistungsdaten
Die Vikram ist als dreistufige Rakete ausgelegt und soll in drei Varianten angeboten werden. Allen gemeinsam ist ein Feststoffantrieb der ersten beiden Stufen. Für die dritte Stufe ist beim kleinsten Modell Vikram I ebenfalls ein Feststofftriebwerk vorgesehen, bei der mittelgroßen Vikram II und der stärksten Variante Vikram III hingegen ein kryogener Flüssigkeitsantrieb. Letzterer verwendet Methan als Treibstoff und Sauerstoff als Oxidator, jeweils verflüssigt und extrem tiefgekühlt. Bei der Vikram III kommen außerdem sechs Feststoffbooster hinzu. Die Vikram 1 besitzt eine zusätzliche Kickstufe für Feinanpassungen der Umlaufbahn und das Ansteuern verschiedener Orbits, was mit dem Feststofftriebwerk der dritten Stufe nicht möglich ist. Die Raketenmotoren werden von Skyroot selbst entwickelt.
Als maximale Nutzlast der Vikram I beim Start in eine 500 Kilometer hohe sonnensynchrone Umlaufbahn werden 290 kg genannt. Bei der Vikram II und III sind es 400 beziehungsweise 560 kg. Für nichtpolare Orbits mit niedriger Bahnneigung in gleicher Höhe sind bis zu 480, 595 und 815 kg geplant. Die Raketen sollen innerhalb von 1–3 Tagen von einem beliebigen Ort aus startbar sein.